# Кертис, Сайрус
Сайрус Кертис (Кёртис) (англ. Cyrus Curtis, полное имя Cyrus Hermann Kotzschmar Curtis; 1850—1933) — американский медиамагнат и филантроп.
Был в числе десяти первых персоналий, введённых Американской федерацией рекламы в их Зал славы.

## Биография
Родился 18 июня 1850 года в Портленде, штат Мэн. Получил средние имена в честь Германа Кочмара, крупного портлендского музыканта, приглашённого для работы в городе его отцом.
Был вынужден бросить школу после первого года обучения, чтобы начать работать, так как в 1866 году его семья потеряла дом в результате Великого пожара в Портленде. Сайрус работал в газетах и в сфере рекламы в Портленде и Бостоне до того, как в 1872 году напечатал свою первую публикацию в бостонском еженедельник People’s Ledger. В 1876 году он переехал в Филадельфию, в то время крупный издательский центр, чтобы сократить свои расходы на печать.
В 1883 году Луиза Кнапп, ставшая первой женой Кертиса в 1875 году, опубликовала одностраничное приложение к Tribune and Farmer — журналу издаваемому мужем. В следующем году приложение было расширено как отдельное издание с Луизой в качестве редактора. Его первоначальное название было «The Ladies Home Journal and Practical Housekeeper», но Кнапп отказался от последних трех слов в 1886 году и журнал стал называться «The Ladies' Home Journal». Он быстро стал ведущим журналом такого типа, достигнув тиража одного миллиона подписчиков за десять лет.
Луиза Кнапп продолжала работать редактором до 1889 года, когда её сменил Эдвард Уильям Бок, ставший в 1896 году мужем дочери Сайруса и Луизы — Мэри Луизы Кертис. Бок ушёл из журнала в 1919 году, но внесенные им изменения значительно увеличили его тираж: он использовал такие методы ведения бизнеса, как низкие тарифы на подписку, включение рекламы в затраты и использование популярного контента — что было впоследствии принято многими другими журналами США как стандарт издания. Профессионалы медиаиндустрии считают, что такие женские журналы, как «Ladies' Home Journal», первыми разработали стратегию «журнальной революции».
Сам же Сайрус Кертис основал в 1891 году компанию Curtis Publishing Company, затем Curtis-Martin Newspapers, издавал журналы и газеты, но в итоге из-за ошибок руководства газетных издательств они в конечном итоге они были проданы. Пока Кертис был жив, его журнальный бизнес был чрезвычайно успешным. «Ladies' Home Journal» на протяжении десятилетий был самым распространённым женским журналом в США.
Умер 7 июня 1933 года в местечке Винкот, штат Пенсильвания. Был похоронен на кладбище West Laurel Hill Cemetery в сообществе Bala Cynwyd этого же штата.
Был дважды женат: на Луизе Кнапп (1851—1910) и Кейт Стэнвуд (Kate Stanwood Cutter Curtis, 1856—1932), на которой женился в 1910 году после смерти первой жены.

## Увлечения и благотворительность

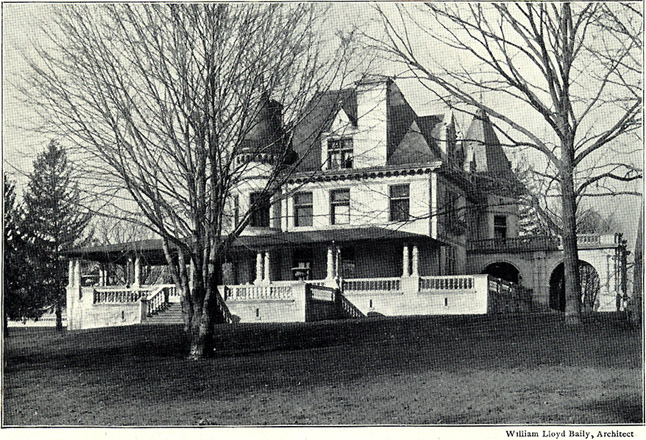
Поместье Lyndon

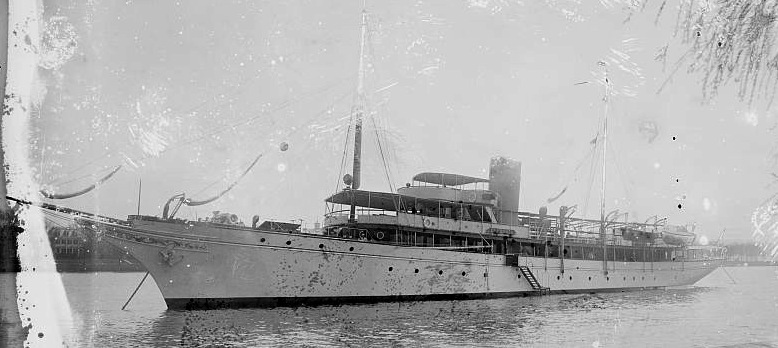
Яхта Lyndonia (1920)

Сайрус Кертис построил в Винкоте для своей семьи поместье Lyndon эпохи Возрождения, с ландшафтным дизайном, разработанным Фредериком Олмстедом. Две яхты Кертиса, построенные в 1907 и 1920 годах, получили подобные названия Lyndonia. Яхтинг для него был не хобби, а отдыхом и местом деловых встреч. Тем не менее он был одним из основателей яхт-клуба Camden Yacht Club в Камдене, штат Мэн, и его коммодором с 1909 по 1933 год, позже пожертвовав помещения клуба городу.
Сайрус Кертис был известен своей благотворительностью в больницах, музеях, учебных заведениях. Он пожертвовал 2 миллиона долларов Институту Франклина; 1,25 миллиона долларов Технологическому институту Дрекселя (ныне Университет Дрекслера) на строительство Curtis Hall; 1 миллион долларов Пенсильванскому университету. Он также приобрел орган (Орган Кертиса), произведённый фирмой Austin Organ Company, который был показан на выставке Sesquicentennial Exposition в Филадельфии, и затем подарил его Пенсильванскому университету — это один из крупнейших органов в мире. Также Кертис пожертвовал орга́ны многим учреждениям в Филадельфии — в день его похорон все эти музыкальные инструменты играли в его честь.
Кертис был крупным организатором и спонсором Филадельфийского оркестра, основанного в 1900 году. В первые годы его существования он анонимно погашал долги. Дочь Кертиса стала основательницей в 1924 году Музыкального института Кертиса в Филадельфии, названного в честь отца.